# مرکز آستن ریگز
مرکز آستن ریگز  (به انگلیسی: Austen Riggs Center) بیمارستانی در ایالات متحده آمریکا است که در ۱۹۱۳ میلادی ساخته شد و دارای ۷۴ تخت است.